# Suzuki Toshio
Suzuki Toshio (tiếng Nhật: 鈴木敏夫, Hán Việt: Linh Mộc Mẫn Phu, sinh ngày 19 tháng 8 năm 1948) là một nhà sản xuất phim hoạt hình, cựu chủ tịch của Studio Ghibli và từng có một thời gian cộng tác lâu dài với Miyazaki Hayao. Suzuki được biết đến là một trong những nhà sản xuất thành công nhất của Nhật Bản nhờ vào sự bùng nổ số lượng phòng vé tại Nhật Bản từ các bộ phim của Ghibli.

## Tiểu sử
Suzuki Toshio được sinh ra tại Nagoya, tỉnh Aichi vào năm 1948. Năm 1967, ông đã học tại trường Đại học Keio và tốt nghiệp cử nhân văn học vào năm 1972.

## Sự nghiệp
Sự nghiệp của Suzuki Toshio bắt đầu tại Tokuma Shoten, một công ty ông gia nhập vào ngay khi vừa mới tốt nghiệp. Ông được phân công làm việc tại phòng hoạch định của Asahi Geino trong lĩnh vực giải trí và tạp chí, nơi mà Suzuki Toshio chịu trách nhiệm cho việc đưa tin về những sự kiện liên quan đến các trang manga. Tại đây, ông đã có một cuộc gặp gỡ và làm việc lâu dài cùng họa sĩ truyện tranh Sugiura Shigeru. Năm 1973, Suzuki Toshio trở thành biên tập viên cho mục phụ trương của tạp chí Comic & Comic (コミック&コミック komiku & komiku); Suzuki Toshio đã gặp gỡ và làm việc với nhiều đạo diễn phim tại đây như: Nakajima Sadao, Kudo Eiichi và Ishii Teruo, cũng như các họa sĩ hoạt họa và họa sĩ manga khác là Tezuka Osamu, Akiyama George, Kamimura Kazuo, Hōsei Hasegawa (Nhật) và Ishinomori Shotaro. Trong một khoảng thời gian dài vắng bóng cho công việc thực hiện phụ chương, ông đã được phân công cho nghệ thuật trình diễn trong tiết mục biễu diễn của Asahi Geino, tại đó ông được phân cho thực hiện khá nhiều chủ đề đa dạng như Bōsōzoku, Các băng mô-tô Nhật, và vụ đánh bom trụ sở chính của Mitsubishi Heavy Industries bởi nhóm phản động vũ trang Đông Á. Trong khoảng thời gian này ông đã được nhắc đến như Sayuri Ichijō (ja) – một người luôn được ghi nhớ. Năm 1975 Suzuki đã được bổ nhiệm đến bộ phận biên tập tháng của Television Land (ja). Một trong những chuỗi công việc của ông là Wakusei Robo Danguard Ace. Năm 1978 ông trở thành nhà biên tập cho tạp chí tháng Animage, dưới trướng tổng biên tập đầu tiên Hideo Ogata.
Trong cương vị là nhà biên tập Animage ông đã được tiếp xúc với Takahata Isao và  Miyazaki Hayao, những người đang làm việc trong dự án Hols: Prince of the Sun, để thực hiện chuyên mục cho số đầu tiên của tạp chí nhưng họ đã từ chối. Suzuki và Miyazaki đã gặp lại nhau sau khi công bố The Castle of Cagliostro khi đó Suzuki lại một lần nữa đề nghị Miyazaki cho chuyên mục Animage. Chính lúc này đây, kết quả của cuộc gặp gỡ hôm ấy đã mở nên một mối quan hệ lâu dài giữa hai người. Vào tháng 7 năm 1981 Suzuki đã không thành công trong việc mang đến y tưởng ban đầu của Miyazaki cho một câu chuyện phim hoạt hình, Warring States Demon Castle ( 戦国魔城 Sengoku ma-jō ?). Bài báo về Miyazaki, Hayao Miyazaki, Thế giới của những cuộc phiêu lưu và tình ái ( 宮崎駿 冒険とロマンの世界 Miyazaki Hayao bōken to roman no sekai ?), đã được phát hành vào tháng 8 năm 1981 trong tạp chí Animage. Những bước xuất phát của Suzuki giờ đây đã dần khởi đầu: "đây là nơi mà mọi thứ bắt đầu”. Suzuki là người đã tạo điều kiện cho việc sáng tạo và xuất bản tác phẩm của Miyazaki, Nausicaä of the Valley of the Wind. Ông cũng là người đã giúp cho tựa phim Nausicaä được tạo ra và cũng như là tạo nên những thiết lập với Studio Ghibli sau khi bộ phim được phát hành. Tựa phim được công chiếu vào ngày 11 tháng 3 năm 1984. Studio Ghibli được thành lập vào tháng 6 năm 1985. Miyazaki đã từng nói, "Nếu không nhờ Suzuki, thì cũng sẽ chẳng có Ghibli Studio."  Takahata cũng đồng sáng lập nên Ghibli, nhà sản xuất cho tựa phim Nausicaä, đã thừa nhận vai trò của Suzuki trong việc mang đến loạt truyện Nausicaä đến với thế giới và dùng đến gần như mọi từ ngữ để thừa nhận vai trò thiết yếu của Suzuki trong việc thành lập nên Ghibli Studio. Takahata cũng đồng thời ghi nhận công sức của Suzuki trong việc hỗ trợ cho Miyazaki cũng là mối quan hệ thân hữu giữa Suzuki và Miyazaki.
Năm 1985 Suzuki tham gia trong việc giới thiệu sân khấu kịch GoShogun The Time Étranger của Kunihiko Yuyama, vào ngày 27 tháng 4, và OVA Angel's Egg của Mamoru Oshii, vào ngày 15 tháng 12. Năm 1986 Suzuki góp mặt cộng tác trong hội đồng sản xuất của Ghibli Studio cho tựa phim Lâu đài trên không Laputa của Tokuma Shoten, được phát hành vào tháng 8, và ông ấy đã đề nghị Ogata làm tổng biên tập Animage vào tháng 10. Năm 1988 ông lại một lần nữa góp mặt cộng tác trong hội đồng sản xuất của Tokuma Shoten. Và lần này cho một tựa phim khác nữa của Ghibli là My Neighbor Totoro, được đạo diễn bởi Miyazaki, và Mộ đom đóm do Takahata đạo diễn. Suzuki đã nhận được những tựa phim này và đề nghị phát hành chúng một cách song song. Ông ấy cũng được nhận vào vai trò nhà sản xuất cho tựa phim Dịch vụ giao hàng của phù thủy Kiki và chính thức gia nhập vào Ghili với vai trò nhà sản xuất vào năm 1989, ngay sau khi ông từ chức rời khỏi Tokuma Shoten vào tháng 10.
Năm 1990 Suzuki được bổ nhiệm làm giám đốc công ty Ghibli Studio. Ông cũng là nhà sản xuất cho Only Yesterday năm 1991 và Porco Rosso năm 1992. Suzuki phụ trách cho dự án Ocean Waves (film) , được đạo diễn bởi Tomomi Mochizuki, được tạo ra bởi Ghibli Studio cho thị trường truyền hình, và phát sóng tại Nhật Bản năm 1993. Những năm sau đó ông hoạt động như nhà sản xuất cho những tựa phim của Takahata trong việc ra mắt Pom Poko. Năm 1995 ông làm giám đốc sản xuất cho tựa phim Lời thì thầm của trái tim và On Your Mark của Yoshifumi Kondō, cùng được phát hành vào năm 1995. Sau đó là những đoạn phim ngắn được tạo ra bởi Ghibli Studio cho Chage and Aska. Năm 1995 Suzuki cũng góp mặt là nhà sản xuất cho những dự án tiếp theo của Ghibli, được ra mắt vào năm 1997, dưới cái tên mà ông ấy đã lựa chọn, Princess Mononoke. Năm 1997 Ghibli Studio và Tokuma Shoten được sáp nhập và Suzuki và chính thức trở thành chủ tịch. 1999 ông lại làm nhà sản xuất cho tựa phim My Neighbors the Yamadas của Takahata
Vào năm 2000 phiên bản live-action của tựa phim Shiki-Jitsu, được ra mắt, đạo diễn bởi Hideaki Anno và do Suzuki sản xuất. Ngay sau đó tựa phim Sen và Chihiro ở thế giới thần bí cũng đã có buổi ra mắt vào 20 tháng 7 năm, 2001. Vào tháng 10 năm đó thì Ghibli Museum  chính thức mở cửa. Năm 2002 đạo diễn cho Loài mèo trả ơn và Ghiblies episode 2 Hiroyuki Morita, được chỉ đạo bởi Yoshiyuki Momose (ja), cũng lần lượt ra mắt tựa phim của họ. Năm 2003 Sen và Chihiro ở thế giới thần bí chiến thắng giải Oscar cho tựa phim hoạt hình xuất sắc nhất. Suzuki đã đảm nhận vai trò nhà sản xuất cho  Innocence được đạo diễn bởi Mamoru Oshii, mà sau đó đã được cho ra mắt tại các rạp phim của Nhật Bản vào tháng 3 năm 2004. Lâu đài bay của pháp sư Howl cũng được chính thức phát hành vào tháng 10 năm đó.
Vào tháng 3 năm 2004, Ghibli Studio độc lập với Tokuma Shoten và Suzuki được chỉ định làm chủ tịch tập đoàn Ghibli. Sau này ông đã từ chức vào năm 2008. Kể từ 2014 ông vẫn tiếp tục cộng tác với vai trò là giám đốc điều hành của công ty đồng thời tiếp là nhà sản xuất phim hoạt hình.
Vào tháng 3 năm 2014, Suzuki đã chính thức nghỉ hưu dưới vai trò của một nhà sản xuất, giờ đây ông đảm nhận vị trí mới là tổng giám đốc.

## Giải thưởng
Năm 2014 Suzuki đã được đề cử giải thưởng Oscar cho nhà sản xuất của tựa phim hoạt hình xuất sắc
The Wind Rises, cùng với đạo diễn của tựa phim Miyazaki Hayao.
Năm 2014, tại giải thưởng hàng năm Annual MEXT Art lần thứ 64 Suzuki Toshio đã nhận giải thưởng lớn trong việc sản xuất The Wind Rises và The Tale of the Princess Kaguya.

## Những phim đã tham gia

### Nhà sản xuẩt
- Angel's Egg, 1985, Tokuma Shoten
- Digital Devil Monogatari Megami Tensei, 1987, Tokuma Shoten
- The Heroic Legend of Arslan, 1991, Kadokawa Shoten
- Only Yesterday (おもひでぽろぽろ Omohide Poro Poro), 1991
- Porco Rosso (紅の豚 Kurenai no Buta), 1992
- Ocean Waves (海がきこえる Umi ga Kikoeru), 1993
- Pom Poko (平成狸合戦ぽんぽこ Heisei Tanuki Gassen Ponpoko), 1994
- Lời thì thầm của trái tim (耳をすませば Mimi o Sumaseba), 1995
- On Your Mark (オン・ユア・マーク On Yua Māku)
- Công chúa Mononoke (もののけ姫 Mononoke Hime), 1997
- My Neighbors the Yamadas (ホーホケキョとなりの山田くん Hōhokekyo Tonari no Yamada-kun), 1999
- Shiki-Jitsu, 2000, Studio Kajino
- Ghiblies, 2000, (TV short film)
- Recess: School's Out, 2001, Disney Television Animation
- Sen và Chihiro ở thế giới thần bí (千と千尋の神隠し Sen to Chihiro no Kamikakushi), 2001
- Loài mèo trả ơn (猫の恩返し Neko no Ongaeshi) 2002
- Ghiblies Episode 2, 2002, (shown in theaters with The Cat Returns)
- Lâu đài bay của pháp sư Howl (ハウルの動く城 Hauru no Ugoku Shiro), 2004
- Innocence: Ghost in the Shell, 2004, Production I.G
- Doredore no Uta, 2005
- Huyền thoại đất liền và đại dương (ゲド戦記 Gedo Senki), 2006
- Ponyo on the Cliff by the Sea (崖の上のポニョ Gake no Ue no Ponyo), 2008
- Thế giới bí mật của Arrietty (借りぐらしのアリエッティ Kari-gurashi no Arietti), 2010
- Ngọn đồi hoa hồng anh (コクリコ坂から Kokuriko-zaka kara), 2011
- The Wind Rises (風立ちぬ Kaze Tachinu), 2013
- Chuyện công chúa Kaguya (かぐや姫の物語 Kaguya-hime no Monogatari), 2013
- When Marnie Was There (思い出のマーニー Omoide no Marnie), 2014

### Công bố sản xuất
- GoShogun: The Time Étranger (戦国魔神ゴーショーグン 時の異邦人 Sengoku Majin Gōshōgun-ji no Kotokunibito), 1985
- Legend of the Galactic Heroes: My Conquest Is the Sea of Stars (銀河英雄伝説: わが征くは星の大海 Ginga Eiyū Densetsu: Waga Yuku wa Hoshi no Taikai) 1988

### Liên kết sản xuất
- Dịch vụ giao hàng của phù thủy Kiki (魔女の宅急便 Majo no Takkyūbin), 1989

### Hội đồng sản xuất
- Nausicaä of the Valley of the Wind (風の谷のナウシカ, Kaze no Tani no Naushika), 1984, Topcraft
- Laputa: Lâu đài trên không (天空の城ラピュタ, Tenkuu no Shiro Rapyuta), 1986
- Mộ đom đóm (火垂るの墓, Hotaru no Haka), 1988
- Hàng xóm của tôi là Totoro (となりのトトロ, Tonari no Totoro), 1988

### Xuất hiện trong
- Lời thì thầm của trái tim (1995) trong bạn của Shirou Nishi
- Công chúa Mononoke (1997)
- Killers:.50 Woman (2003)— trong nhà sản xuất Wicked
- Tachiguishi-Retsuden (2006)—trong Hiyashi Tanuki no Masa ("Cold Badger Masa")